# Kassina arboricola
Kassina arboricola är en groddjursart som beskrevs av Perret 1985. Kassina arboricola ingår i släktet Kassina och familjen gräsgrodor. IUCN kategoriserar arten globalt som sårbar. Inga underarter finns listade i Catalogue of Life.